# (32920) 1995 CH2
1995 CH2 (asteroide 32920) é um asteroide da cintura principal. Possui uma excentricidade de 0.15551610 e uma inclinação de 1.47466º.
Este asteroide foi descoberto no dia 1 de fevereiro de 1995 por Spacewatch em Kitt Peak.